# Genevad
Genevad est une localité de Suède située dans la commune de Laholm du comté de Halland. Elle couvre une superficie de 0,62 km2. En 2010, elle compte 565 habitants.